# Ferdynand Álvarez de Toledo
Ferdynand Álvarez toledański (hisz. Fernando Álvarez de Toledo y Pimentel; ur. 29 października 1507 w Piedrahíta, Ávila, Kastylia, zm. 11 grudnia 1582 w Lizbonie) – trzeci książę Alby, dowódca wojskowy i doradca Karola V – habsburskiego cesarza rzymskiego, króla Hiszpanii i arcyksięcia austriackiego.
W 1535 zdobył Tunis. W 1541 był dowódcą wyprawy do Algierii. W latach 1546–1547 dowodził armią cesarską w Niemczech (zwyciężył w bitwie pod Mühlbergiem), od 1552 we Włoszech.
W latach 1567–1573 był namiestnikiem w Niderlandach, gdzie usiłował bez powodzenia stłumić powstanie antyhiszpańskie. Wsławił się niebywałym okrucieństwem w walce z niderlandzkimi powstańcami. Powołał m.in. Radę Zaburzeń – sąd doraźny do zwalczania oporu ludności przeciw Hiszpanom. Po niepowodzeniu popadł w niełaskę króla.
W latach 1580–1581 dowodził armią zajmującą Portugalię i do 1582 był wicekrólem Portugalii.